# Volontari della Fede
I Volontari della Fede (in arabo الغزاة المجاهدين‎?, trasl. al-ghuzāt al-mujāhidīn, ovvero i guerrieri della jihad), fu un corpo militare istituito nel sultanato di Granada e  composta da soldati reclutati tra gli zenata berberi esiliati dal sultanato merinide. Scopo ufficiale di questo gruppo era quello di difendere lo Stato dai regni cristiani presenti nel Basso Medioevo nella penisola iberica.
Molti di questi combattenti si offrirono volontari perché consideravano la difesa dei fedeli musulmani alla stregua di un dovere religioso. Sebbene i volontari nordafricani fecero la loro comparsa nella penisola iberica già nell'XI secolo con il termine di ghuzāt, il loro reclutamento fu esteso durante gli ultimi anni di Muhammad ibn Nasr (al potere dal 1238 al 1273), e poi istituzionalizzato e ulteriormente ampliato da suo figlio Maometto II al-Faqih (r. 1273-1302). Con il passare tempo, i Volontari accrebbero numero e soppiantarono quasi del tutto le truppe indigene granadine divenendo la principale componente militare, arrivando a contare 10 000 unità poco prima della morte di Muhammad II.
Il loro comandante principale, lo shaykh al-ghuzat, occupava una posizione influente nella politica del sultanato, così come i comandanti regionali, i ghuzat, che venivano nominati nelle principali città come Guadix, Ronda e Malaga.

## Storia e funzioni

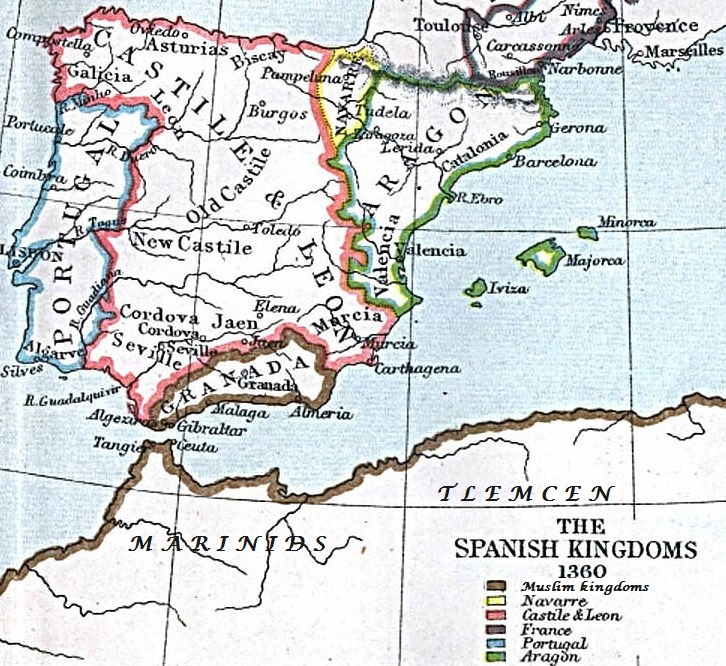
La Penisola Iberica e il Nord Africa nel XIV secolo

Il corpo dei Volontari della Fede nacque nel corso del turbolento contesto diplomatico in corso tra il sultanato di Granada e quello merinide del Marocco, il quale governava il Nordafrica da Fès. Molti dei Volontari erano legati a fazioni marinidi insoddisfatte o ribelli, spesso guidate da un membro dissidente della dinastia regnante e rifugiatisi a Granada dopo la loro sconfitta. Sebbene la struttura dell'esercito nasride non sia ancora chiara, è probabile che ogni gruppo di Volontari avesse preservato una propria fisionomia e conformazione, continuando a servire sotto lo stesso principe e la sua famiglia che li avevano portati dal Nord Africa. Il quartier generale principale dei Volontari si trovava a Fuengirola.
Per i sultani merinidi, la costituzione del corpo rappresentò uno strumento prezioso, poiché numerosi oppositori preferirono abbandonare il Marocco e non farsi più ritorno. Al contempo, i Merinidi continuarono a presentare un'immagine di sé come difensori dei musulmani di al-Andalus e prosecutori delle tradizioni di jihad dei loro predecessori Almohadi e Almoravidi. Per gli stessi Volontari, e soprattutto per i loro capi, la possibilità di servire i Nasridi rappresentò un'oasi sicura, soprattutto per la disponibilità dei sultani di turno ad accordare loro una notevole autonomia. Al contempo, essa coincideva con un'occasione per radunare le proprie forze e stringere dei rapporti che potessero consentire di rovesciare il sovrano regnante a Fès. In ultima analisi, i sultani nasridi beneficiarono notevolmente dell'afflusso di una così potente forza militare, sfruttando la presenza delle fazioni rivali marinidi per esercitare pressioni sui sultani di Fès, intimoriti dal potenziale ritorno di pericolosi pretendenti.
Poiché i Volontari divennero nel giro di breve tempo i principali mediatori di potere nel sultanato di Granada, lo shaykh al-ghuzat divenne spesso un personaggio capace di incidere sensibilmente sulla nomina o sulla detronizzazione del monarca regnante. Fu per queste ragioni che Muhammad V (al potere dal 1354 al 1359 e dal 1362 al 1391) soppresse la carica durante il suo secondo regno, nello specifico tra il 1369 e il 1374. Da quel momento in poi, i Volontari passarono sotto il comando diretto del sovrano nasride, perdendo la loro precedente autonomia e il loro peso politico.

## Nome
L'espressione al-ghuzat al-mujahidin significa «guerrieri della jihad». Il nome "Volontari della fede" deriva dall'espressione utilizzata nella traduzione francese del XIX secolo di William Mac Guckin de Slane del Kitāb al-ʿibar di Ibn Khaldun a proposito di questo gruppo militare. La frase è stata poi abbracciata dagli storici ed è sopravvissuta fino a oggi.